# Clube Náutico Capibaribe
Clube Náutico Capibaribe är en fotbollsklubb från staden Recife i delstaten Pernambuco i Brasilien. Klubben bildades den 7 april 1901 och spelar på Estádio dos Afiltos som tar 22 000 personer vid fullsatt. Náutico har per 2011 vunnit Campeonato Pernambucano 21 gånger och deltagit i den högsta nationella serien (Campeonato Brasileiro Série A) vid 25 tillfällen. Klubben har även kommit trea i Copa do Brasil vid ett tillfälle, 1990. Náuticos största rivaler är Sport och matcherna mellan lagen kallas för "Clássico dos Clássicos" ("Derbynas derby"). Även Santa Cruz är rivaler till klubben och derbyna lagen emellan kallas för "Clássico das Emoções" ("Känslornas derby").